# Hatfield (Hertfordshire)
Hatfield és una ciutat situada al comtat de Hertfordshire, al sud d'Anglaterra. Té una població de 39.201 habitants segons el cens del 2011. Des de la dècada dels anys trenta, quan la De Havilland Aircraft Company va obrir una fàbrica, fins als anys noranta quan la British Aerospace la va tancar, el disseny i la fabricació d'avions va ser la principal indústria de la ciutat. Durant aquesta època va estar en funcionament l'Aeròdrom de Hatfield. Aquest aeròdrom comptava amb dues pistes, una de formigó i una d'herba. Durant la Segona Guerra Mundial es va produir a Hatfield l'avió de combat De Havilland Mosquito i el De Havilland Vampire, el segon avió amb propulsió de reacció de producció britànica després del Gloster Meteor. L'any 2000 va tenir lloc un accident ferroviari que va causar la mort de quatre persones. Aquest accident va tenir conseqüències importants per a la gestió de la xarxa ferroviària del Regne Unit.